# Agora (grupa literacka)
Agora – polska grupa literacka działająca we Wrocławiu w latach 1965–1973.
Grupa zawiązała się wokół czasopisma literackiego „Agora”, wychodzącego w latach 1964–1969, od którego przyjęła nazwę. W dorobku grupy znalazło się też pięć kolumn poetyckich opublikowanych w innych czasopismach („Orientacja”, „Student”, „Poezja”, „Kamena”, „Zwrot”). Skład grupy był płynny. Należeli do niej m.in. Marianna Bocian, Lothar Herbst, Bogusław Sławomir Kunda, Andrzej Zawada, Marek Garbala, Stanisław Zając, Artur Kisiel (właśc. Stanisław Gierałtowski). Grupa bywa uznawana za jednego z prekursorów Nowej Fali.
Program literacki grupy był dość ogólnikowy. Jej członkowie głosili, że bardziej łączy ich wspólna historia i wspólna praca niż wspólne założenia literackie. Przeciwstawiali się poetykom awangardowym i zbytnim eksperymentom językowym w poezji. Bardziej interesowała ich obserwacja życia i opisywanie go na bieżąco.